# 谢速帕拉
谢速帕拉（1953年3月20日—），柬埔寨政治人物，在磅湛省出生。1984年加入柬埔寨人民黨，1999年－2003年擔任金边市市长，2008年擔任柬埔寨农村发展部部长，2016年3月出任柬埔寨国土规划和建设部部长。妻子为华人陈氏。

## 外部連結
- 谢速帕拉会见联合国儿童基金会代表 希望基金会援建乡村自来水供应系统[永久]
- 谢速帕拉会见韩国国际协力机构驻柬代表 茶胶等三省30个农村将试行“新农村运动项目”